# بندر الدوخي
بندر الدوخي مذيع وشاعر سعودي، قدّم العديد من البرامج الإذاعية عبر إذاعة الرياض على مدى ثلاثة عقود، وتميز بحسن الصوت وجمال الإلقاء للشعر في البرامج الشعرية التي قدّمها، ومن بينها برنامج (همس القوافي)، وبرنامج (بقايا الليل).

## برامج
من أبرز البرامج التي أعدّها وقدّمها الدوخي عبر إذاعة الرياض:
- (صبحكم الله بالخير).
- (غرشة عطر).
- (صور الأمس).
- (بقايا الليل).
- (همس القوافي).
- (بقايا الأمس).[4]
- (ونّة قلب).
- (بيت القصيد).[5]
- (أرجوحة قلب).[6]

## إصدارات
- ديوان (بقايا الأمس).
- (ديوان سليمان بن شريم) جمع وتحقيق.[7]
- ديوان عبد الله بن دويرج).[8]

كتب مقدمة ديوان (غلطة عمر) للشاعر سعد الخريجي.

## تكريم
كرمه نادي الرياض الأدبي عام 2010م في (ليلة وفاء) التي نظمها النادي للاحتفاء برواد الإذاعة ممن أسسوا لبداية الإذاعة السعودية.

## وفاته
توفي بندر الدوخي يوم الخميس 25 من شهر ربيع الثاني عام 1437هـ الموافق (4 فبراير 2016م).